# Lebanese Basketball League 2013-2014
La Lebanese Basketball League 2013-2014, è stata la 18ª edizione del massimo campionato libanese di pallacanestro maschile.
Ad aggiudicarsi il titolo nazionale è stato l'Al-Riyadi Beirut, che per l'undicesima volta nella sua storia ha conquistato il trofeo, dopo aver battuto gli eterni rivali del Sagesse per 4-2 nella serie delle finali. Finali che furono segnate da duri scontri sia tra giocatori che tra tifosi durante la gara quattro, tanto che la federazione dovette limitare il numero di spettatori per le rimanenti partite.

## Squadre partecipanti
| Squadra              | Città        | Palazzetto                     | Allenatore         |
| -------------------- | ------------ | ------------------------------ | ------------------ |
| Homenetmen           | Mezher       | Adom & Sella Tenjukian stadium | Vicken Eskidjian   |
| Amchit Club          | Amchit       |                                | Ghassan Sarkis     |
| Byblos Club          | Byblos       | Amsheet Sport Complex          | Nenad Vučinić      |
| Champville           | Dik El Mehdi | Club Mariste                   | Giorgos Ketselidis |
| Tadamon Zouk         | Kesrouan     | Nouhad Nawfal Stadium          | Marwan Khalil      |
| Hoops Club           | Beirut       | Michel El Murr                 | Omar Hassino       |
| Bejjeh Club          | Bejjeh       | Bejjeh Sports Complex          | Patrick Saba       |
| Al-Mouttahed Tripoli | Tripoli      | Safadi Sports Complex          | Joe Moujaes        |
| Al-Riyadi Beirut     | Beirut       | Saeb Salam Complex             | Slobodan Subotic   |
| Sagesse              | Ghazir       | Ghazir Club Arena              | Fouad Abou Chacra  |

## Stagione regolare
|  | Pos. | Squadra              | PT | G  | V  | P  | PF   | PS   | Dif  |
|  | ---- | -------------------- | -- | -- | -- | -- | ---- | ---- | ---- |
|  | 1.   | Al-Riyadi Beirut     | 46 | 18 | 14 | 4  | 1386 | 1209 | +177 |
|  | 2.   | Sagesse              | 46 | 18 | 14 | 4  | 1556 | 1366 | +190 |
|  | 3.   | Amchit Club          | 46 | 18 | 14 | 4  | 1654 | 1471 | +183 |
|  | 4.   | Byblos Club          | 40 | 18 | 11 | 7  | 1425 | 1300 | +125 |
|  | 5.   | Al-Mouttahed Tripoli | 40 | 18 | 11 | 7  | 1449 | 1344 | +105 |
|  | 6.   | Homenetmen           | 38 | 18 | 10 | 8  | 1343 | 1367 | -24  |
|  | 7.   | Tadamon Zouk         | 30 | 18 | 6  | 12 | 1399 | 1492 | -93  |
|  | 8.   | Champville           | 30 | 18 | 6  | 12 | 1338 | 1455 | -117 |
|  | 9.   | Hoops Club           | 22 | 18 | 2  | 16 | 1284 | 1541 | -257 |
|  | 10.  | Bejjeh Club          | 22 | 18 | 2  | 16 | 1323 | 1612 | -289 |

Legenda:
      Ammesse ai playoff scudetto.

## Play-off
|  | Quarti di finale | Quarti di finale     | Quarti di finale | Quarti di finale | Quarti di finale | Quarti di finale | Quarti di finale |             |                  | Semifinali | Semifinali | Semifinali | Semifinali | Semifinali | Semifinali | Semifinali |  |  | Finale | Finale           | Finale | Finale | Finale | Finale | Finale | Finale | Finale |
|  |                  |                      |                  |                  |                  |                  |                  |             |                  |            |            |            |            |            |            |            |  |  |        |                  |        |        |        |        |        |        |        |
|  | 1                | Al-Riyadi Beirut     | 74               | 66               | 104              | 87               |                  |             |                  |            |            |            |            |            |            |            |  |  |        |                  |        |        |        |        |        |        |        |
|  | 8                | Champville           | 50               | 75               | 60               | 82               |                  |             |                  |            |            |            |            |            |            |            |  |  |        |                  |        |        |        |        |        |        |        |
|  | 8                | Champville           | 50               | 75               | 60               | 82               |                  | 1           | Al-Riyadi Beirut | 73         | 68         | 73         |            |            |            |            |  |  |        |                  |        |        |        |        |        |        |        |
|  |                  |                      |                  |                  |                  |                  |                  | 1           | Al-Riyadi Beirut | 73         | 68         | 73         |            |            |            |            |  |  |        |                  |        |        |        |        |        |        |        |
|  |                  | 4                    | Byblos Club      | 66               | 55               | 70               |                  |             |                  |            |            |            |            |            |            |            |  |  |        |                  |        |        |        |        |        |        |        |
|  | 4                | 4                    | Byblos Club      | 66               | 55               | 70               | Byblos Club      | 74          | 76               | 88         | 72         | 78         |            |            |            |            |  |  |        |                  |        |        |        |        |        |        |        |
|  | 4                |                      |                  |                  |                  |                  | Byblos Club      | 74          | 76               | 88         | 72         | 78         |            |            |            |            |  |  |        |                  |        |        |        |        |        |        |        |
|  | 5                | Al-Mouttahed Tripoli | 65               | 70               | 92               | 77               | 74               |             |                  |            |            |            |            |            |            |            |  |  |        |                  |        |        |        |        |        |        |        |
|  |                  |                      |                  |                  |                  |                  |                  |             |                  |            |            |            |            |            |            |            |  |  | 1      | Al-Riyadi Beirut | 78     | 56     | 62     | 61     | 88     | 57     | -      |
|  |                  |                      | 2                | Sagesse          | 68               | 64               | 54               | 71          | 82               | 50         | -          |            |            |            |            |            |  |  |        |                  |        |        |        |        |        |        |        |
|  | 3                | Amchit Club          | 92               | 77               | 111              |                  |                  |             |                  |            |            |            |            |            |            |            |  |  |        |                  |        |        |        |        |        |        |        |
|  | 6                | Homenetmen           | 88               | 66               | 95               |                  |                  |             |                  |            |            |            |            |            |            |            |  |  |        |                  |        |        |        |        |        |        |        |
|  | 6                | Homenetmen           | 88               | 66               | 95               |                  | 3                | Amchit Club | 83               | 88         | 90         |            |            |            |            |            |  |  |        |                  |        |        |        |        |        |        |        |
|  |                  |                      |                  |                  |                  |                  |                  | Amchit Club | 83               | 88         | 90         |            |            |            |            |            |  |  |        |                  |        |        |        |        |        |        |        |
|  |                  | 2                    | Sagesse          | 106              | 96               | 94               |                  |             |                  |            |            |            |            |            |            |            |  |  |        |                  |        |        |        |        |        |        |        |
|  | 2                | 2                    | Sagesse          | 106              | 96               | 94               | Sagesse          | 84          | 87               | 86         |            |            |            |            |            |            |  |  |        |                  |        |        |        |        |        |        |        |
|  | 2                |                      |                  |                  |                  |                  | Sagesse          | 84          | 87               | 86         |            |            |            |            |            |            |  |  |        |                  |        |        |        |        |        |        |        |
|  | 7                | Tadamon Zouk         | 70               | 76               | 69               |                  |                  |             |                  |            |            |            |            |            |            |            |  |  |        |                  |        |        |        |        |        |        |        |

| Lebanese Basketball League 2013-2014 |
| ------------------------------------ |
| Riyadi Beirut 11º titolo             |

## Leader statistiche individuali
| Categoria                | Giocatore         | Squadra              | Statistica |
| ------------------------ | ----------------- | -------------------- | ---------- |
| Punti per partita        | Dion Dixon        | Homenetmen           | 23.9       |
| Rimbalzi per partita     | Hassan Whiteside  | Al-Mouttahed Tripoli | 14.8       |
| Assists per partita      | Corey Williams    | Al-Mouttahed Tripoli | 8.1        |
| Palle rubate per partita | Jeremiah Massey   | Amchit Club          | 2.9        |
| Stoppate per partita     | Hassan Whiteside  | Al-Mouttahed Tripoli | 4.1        |
| Palle perse a partita    | Giorgi Tsintsadze | Champville           | 4.6        |
| Tiri da 3 totali         | Elie Stephan      | Sagesse              | 77         |

## Premi stagionali
| Premio                      | Giocatore         | Squadra              | Fonte |
| --------------------------- | ----------------- | -------------------- | ----- |
| MVP                         | Dion Dixon        | Homenetmen           | [ 2 ] |
| MVP Finali                  | Ismail Ahmad      | Al-Riyadi Beirut     | [ 2 ] |
| Guardia dell'Anno           | Dion Dixon        | Homenetmen           | [ 2 ] |
| Ala dell'Anno               | Fadi el-Khatib    | Amchit Club          | [ 2 ] |
| Centro dell'Anno            | Hassan Whiteside  | Al-Mouttahed Tripoli | [ 2 ] |
| Miglior Difensore           | Jeremiah Massey   | Amchit Club          | [ 2 ] |
| Miglior giocatore libanese  | Fadi el-Khatib    | Amchit Club          | [ 2 ] |
| Miglior giocatore straniero | Dion Dixon        | Homenetmen           | [ 2 ] |
| Nuovo arrivato dell'anno    | Dion Dixon        | Homenetmen           | [ 2 ] |
| Miglior allenatore          | Fouad Abou Chacra | Sagesse              | [ 2 ] |

| Primo quintetto stagionale | Primo quintetto stagionale |
| -------------------------- | -------------------------- |
| Dion Dixon                 | Homenetmen                 |
| Fadi el-Khatib             | Amchit Club                |
| Jeremiah Massey            | Amchit Club                |
| Vladan Vukosavljević       | Champville                 |
| Hassan Whiteside           | Al-Mouttahed Tripoli       |

| Secondo quintetto stagionale | Secondo quintetto stagionale |
| ---------------------------- | ---------------------------- |
| Rodrigue Akl                 | Sagesse                      |
| Corey Williams               | Al-Mouttahed Tripoli         |
| Jay Youngblood               | Byblos Club                  |
| Ismail Ahmad                 | Al-Riyadi Beirut             |
| Chris Daniels                | Sagesse                      |